# Krönikan om landet Prydain
Krönikan om landet Prydain (engelska: The Chronicles of Prydain) är en barnboksserie skriven av den amerikanska författaren Lloyd Alexander. Serien är utgiven av det Macmillan-ägda förlaget Henry Holt och består ursprungligen av fem böcker, därutöver har det tillkommit flera noveller. På svenska släpptes böckerna av Sjöstrands förlag. En upplaga av den femte boken Storkonungen har också släppts på Berghs förlag. Boken belönades med Newberymedaljen år 1969. Seriens handling utspelar sig i det fiktiva landet Prydain och kretsar kring den föräldralösa pojken Taran som drömmer om att utföra hjältedåd. Böckerna hämtar inspiration från den keltiska mytologin.
Den animerade Disney-filmen Taran och den magiska kitteln (1985) är löst baserad på de två första böckerna i serien. I mars 2016 planerade Disney att producera en ny filmversion.

## Utgivning
Samtliga fem böcker finns i svensk översättning av Karin Strandberg. I Sverige utkom Storkonungen först. Utöver originalböckerna finns Hittebarnet och andra sagor från landet Prydain (1983), en samling korthistorier översatt av Sven Christer Swahn.
| Originaltitel      | Första utgivning på engelska | Sidor | Kapitel | Svensk titel       | Första utgivning på svenska |
| ------------------ | ---------------------------- | ----- | ------- | ------------------ | --------------------------- |
| The Book of Three  | 12 mars 1964                 | 217   | 20      | De trennes bok     | 1981                        |
| The Black Cauldron | 5 augusti 1965               | 224   | 20      | Den svarta kitteln | 1981                        |
| The Castle of Llyr | 3 mars 1966                  | 204   | 20      | Llyrs slott        | 1982                        |
| Taran Wanderer     | 24 augusti 1967              | 222   | 21      | Taran vandraren    | 1983                        |
| The High King      | 27 oktober 1968              | 288   | 21      | Storkonungen       | 1973                        |